# Peter Baláž (fyzik)
Peter Baláž (3. září 1917, Dubodiel – 1. června 1998, Bratislava) byl slovenský fyzik a pedagog.

## Život
Narodil se v Dubodielu u Trenčína. Po absolvování učitelského ústavu vyučoval v Horní Súči, v Nemšové a v Trenčíně. Při zaměstnání studoval matematiku a fyziku na Pedagogické fakultě SU a na Přírodovědecké fakultě Univerzity Komenského v Bratislavě. V roce 1953 nastoupil na Vysokou školu pedagogickou v Bratislavě. Pak přešel na Pedagogickou fakultu Univerzity Komenského v Trnavě. Zde setrval až do roku 1982, kdy odešel do důchodu.
V roce 1966 se stal docentem a roku 1969 získal titul RNDr. V oblasti experimentální fyziky se podílel na výzkumech v oblasti senzorické akustiky, v níž dosáhl vědeckou hodnost kandidáta fyzikálně-matematických věd. V letech 1963–1981 vykonával funkci vedoucího Katedry fyziky Pedagogické fakulty UK v Trnavě a v letech 1969–1971 i funkci proděkana.
Zemřel 1. června 1998 v Bratislavě.

## Dílo
Napsal skripta Záření a atomistika (Žiarenie a atomistika, 1959), Elektřina a magnetismus (Elektrina a magnetizsmus, 1962). Z ruštiny do slovenštiny přeložil knihu L. I. Reznikova a kol. Základy metodiky vyučování fyziky (Základy metodiky vyučovania fyziky, 1972). Byl autorem učebnice pro pedagogické fakulty Fyzika III. (1973). Zpracoval Sbírku úloh z fyziky pro střední školy (Zbierka úloh z fyziky pre stredné školy), která vyšla v pěti vydáních. V díle Význační fyzici (1966) zpracoval život a dílo 40 významných světových fyziků.